# Isomyia faini
Isomyia faini är en tvåvingeart som beskrevs av Zumpt 1958. Isomyia faini ingår i släktet Isomyia och familjen Rhiniidae. Inga underarter finns listade i Catalogue of Life.